# Neogregarinorida
A Neogregarinorida az Alveolata Apicomplexa törzsébe tartozó paraziták rendje. Rovarokat fertőznek, és általában a zsírban, a hemolimfában, a hipodermiszben, a belekben vagy a Malpighi-csövekben vannak. Leggyakrabban a zsírban vannak, ahol gazdáiknak sok faj patogénje.
Elsősorban sejtbeli paraziták.

## Taxonómia
6 családban 13 nemzetsége van, típusnemzetsége az Ophryocystis.
2 családja, az Ophryocystidae és a Schizocystidae a Schizogregarinina alrend tagja.
Feltehetően az Eugregarinorida rendből fejlődött ki. Az életciklusban lévő merogónia különíti el tőlük, és ez feltehetően másodlagos jellemző.

### Filogenomika
SSU rRNS filogenetikai elemzése alapján az Ophryocystis az Eugregarinorida tagja lehet.

## Jelentőség
Vad és mézelő méheket egyaránt fertőznek, változó hatással. Kevéssé tanulmányozottak méhparazitaként, 2023. július 12-én az egyetlen igazoltan méhparazita fajuk az Apicystis bombi volt. Többek közt az Osmia bicornis, a Bombus terrestris és a Bombus pascuorum stresszora. A Xylocopa nemben is észlelték, ahol a zsírszövet működését befolyásolva növeli a mortalitást. Ennek lehetséges, de nem valószínű oka, hogy volt köztük e parazitát hordozó példány, de az is, hogy az A. bombi már jelen volt.
Az Ophryocystis elektroscirrha lepkéket fertőz, amikor a hernyók petékbe és a növénybe fertőzött felnőttek révén kerülő oocisztákat megeszik. Itt eleinte ivartalanul, majd ivarosan szaporodik gazdája érése során, majd alvó oocisztákat képeznek a lepke kutikuláján. Az Ophryocystis rövidíti a felnőtt lepkék élettartamát és csökkenti teljesítményüket – a legsúlyosabban fertőzött lepkék gyakran nem bújnak elő bábjukból és gyorsan meghalnak. Gazdájuk az eredeti leírások szerint a Danaus gilippus és a Danaus plexippus, de azonosították Danaus eresimus, Danaus petilia, Danaus chrysippus fajokban is, és hasonló fajai megtalálhatók Parthenos sylvia fajban és a Helicoverpa nem fajaiban is.

## Általános jellemzők
- Merogónia, gamogónia és sporogónia van minden fajban
- Fal választja el részeiket, a deutomeritet, az epimeritet és a protomeritet
- Kúpos komplex van jelen életciklusuk nagy részén
- A kúpos apikális komplex everziójakor az Eugregarinoridához hasonló mukron keletkezik
- A meronta sejtfelszínéből indul a merogónia a Coccidiához hasonlóan
- A gamonták fej-fej melletti szizigiumon esnek át (a komplexek egymás felé fordulnak)

## Fordítás
Ez a szócikk részben vagy egészben  a   Neogregarinorida című angol Wikipédia-szócikk ezen változatának fordításán alapul.  Az eredeti cikk szerkesztőit annak laptörténete sorolja fel. Ez a jelzés csupán a megfogalmazás eredetét és a szerzői jogokat jelzi, nem szolgál a cikkben szereplő információk forrásmegjelöléseként.